# Å
A letra Å representa vários sons de ''o'' nos alfabetos sueco, dinamarquês, norueguês, frísio, valão, chamorro e da língua istro-romena. Outros alfabetos que utilizam a letra incluem o Sami e suas variantes.
Å é frequentemente percebido como um A com um anel, interpretando-se o anel como a marca diacrítica. Todavia, nas línguas que o utilizam, o anel não é considerado um diacrítico, mas parte da letra, como se esta houvesse desenvolvido um tipo de semi-ligadura de um A maiúsculo com um a minúsculo por cima, para indicar um "a" longo, similar ao modo como o trema desenvolveu-se de um pequeno "e" posto sobre a letra em questão.
A letra maiúscula "Å" ocorre frequentemente em textos de física ou química como símbolo do angstrom, uma unidade de comprimento equivalente a 0,1 nanômetro.

## Línguas nórdicas

As teclas Å, Ä e Ö num teclado sueco/finlandês.

A letra Å nos alfabetos nórdicos representa dois sons, um curto e um longo.
- A versão curta é similar em qualidade à vogal pronunciada nas palavras molde ou poste.
- Em norueguês e sueco, a versão longa é como "o" em mofo, e em dinamarquês, é pronunciada como a vogal em dó.

### Origem
Em linguística histórica, o som Å tem a mesma origem que o som longo Aal e Haar em alemão (ål, hår em línguas escandinavas e "eel" e "hair" em língua inglesa).
Historicamente, a letra Å corresponde a vogal á do Nórdico antigo, que era um som de "a" longo, mas que ao longo do tempo, desenvolveu-se como um "o" aberto. A escrita medieval frequentemente usava letras duplas para vogais longas, e a vogal continuava a ser escrita "Aa". No sueco, a letra Å substituiu o "Aa" no século XVI.
Numa tentativa de modernizar a ortografia, linguistas tentaram introduzir o Å na escrita dinamarquesa e norueguesa no século XIX. A maioria das pessoas não sentiu necessidade em usar a nova letra, embora o grupo de letras Aa já estivesse sendo pronunciado como Å por séculos em toda a Escandinávia. O "Aa" era geralmente tratado como uma única letra, pronunciado exatamente como o Å de hoje. Reformas ortográficas que tornaram o Å oficial foram feitas na Noruega em 1917 e na Dinamarca em 1948. Tem sido discutido que o Å só obteve reconhecimento oficial na fala dinamarquesa devido ao sentimento antigermânico e pró-escandinavo após a Segunda Guerra Mundial. O dinamarquês havia sido a única outra língua além do alemão a utilizar substantivos capitalizados, mas aboliu-os na mesma ocasião.
O islandês e o faroês são as únicas línguas escandinavas a não usar a letra Å. A antiga letra nórdica á foi mantida, mas tornou-se um ditongo, pronunciado "au" em islandês e "ɔa" em faroês.

### Transcrição
Visto que Å é uma letra com um som distinto e não um A com um acento, recomenda-se que seja mantida quando se fazem referências a palavras e nomes escandinavos em outros idiomas. Todavia, em dinamarquês e norueguês, Aa é bastante conhecido como a forma antiga de se escrever Å, usada até a primeira metade do século XX, e uma transcrição totalmente funcional para Å quando se usa um teclado estrangeiro.

### Uso em nomes

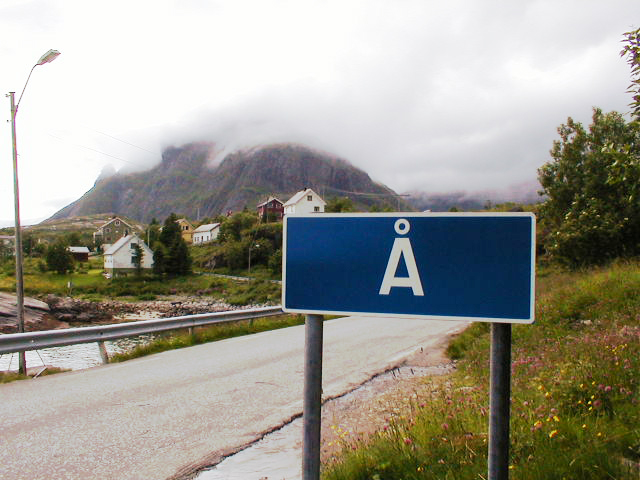
Å, vila em Lofoten, na Noruega.

Em alguns topônimos, a velha grafia Aa é dominante, mais frequentemente na Dinamarca do que na Noruega. Moradores de Aalborg e Aabenraa resistem ao uso do Å. Por outro lado, Århus e Ålesund raramente são vistos com a grafia Aa. Regras ortográficas oficiais permitem o uso de ambas as formas na maioria dos casos comuns, mas é sempre certo se utilizar o Å.
Em nomes próprios, o portador usa Aa ou Å de acordo com sua escolha. A maioria das pessoas mantém o estilo Aa tradicional, sendo Aagaard muito mais comum do que Ågård.
Nomes de empresas também são escritas de acordo com o gosto do proprietário. Algumas vezes a grafia Aa é utilizada para transmitir um sentimento conservador ou nostálgico.

### Lugar no alfabeto
A correta alfabetização em terras da Dinamarca e Noruega coloca o Aa junto com o Å como a última letra do alfabeto, sendo a sequência Æ, Ø, Å/Aa. Já no alfabeto sueco, o Å é posto após o Z, como a terceira letra a contar do fim, sendo a sequência Å, Ä, Ö. No alfabeto finlandês, o Å é tratado como em sueco, mas seu uso é limitado aos nomes de origem sueca.

### Å como palavra
Nas línguas norueguesa, dinamarquesa e sueca, å é também uma palavra, significando uma correnteza ou pequeno rio e, assim, comum em nomes de lugares. No norueguês padrão e frequentemente no sueco e dinamarquês falados, é também a marca designativa do infinitivo: å ta = "tomar".

## Escritavalã
Å foi introduzido em algumas variações locais do dialeto valão oriental no início do século XX, inicialmente para indicar o mesmo som que em dinamarquês. Ele é largamente utilizado em todos os dialetos valões orientais, através da influência cultural da cidade de Liège, e cobre três sons: um o longo aberto, um o longo fechado ou um a longo, dependendo das variações locais. O uso de uma única letra å para cobrir estas pronúncias tem sido abraçado por todas as novas ortografias pan-valãs, que sistematizam uma ortografia única para palavras que significam a mesma coisa, independentemente de variações fonéticas locais.
Em grafias não-padronizadas fora da área de Liège, palavras contendo a letra å são escritas como au, â ou ô, dependendo da pronúncia. Por exemplo, a palavra måjhon (casa) em ortografia padronizada é escrita môjo, mâhon, mohone, maujon nas grafias dialetais.

## Grafia istro-romena
O alfabeto da língua istro-romena é baseado no alfabeto romeno padrão com três letras adicionais usadas para designar sons específicos deste dialeto: å, l e n. O som å é tipicamente istro-romeno, assemelhando-se ao som ua em "įgua".

## Símbolo do angstrom
A letra "Å" é também o símbolo internacional para a unidade angstrom, uma unidade física de comprimento batizada em homenagem ao físico sueco Anders Jonas Ångström. Neste uso, ela é sempre grafada em maiúscula e em estilo ereto ou "romano" ("Å") e não em itálico ("Å").

## Em computadores

### Codificação
Em computadores utilizando conjuntos de caracteres ISO 8859-1, os códigos para as letras "Å" e "å" são respectivamente 197 e 229, ou C5 e E5 em hexadecimal. 
A representação dessas letras no Unicode é essencialmente a mesma: U+00C5 (LATIN CAPITAL LETTER A WITH RING ABOVE) e U+00E5 (LATIN SMALL LETTER A WITH RING ABOVE).  Entretanto, por razões históricas, o Unicode também possui um código separado para a letra "Å" quando usada como símbolo do angstrom: U+212B (ANGSTROM SIGN).

### Digitação

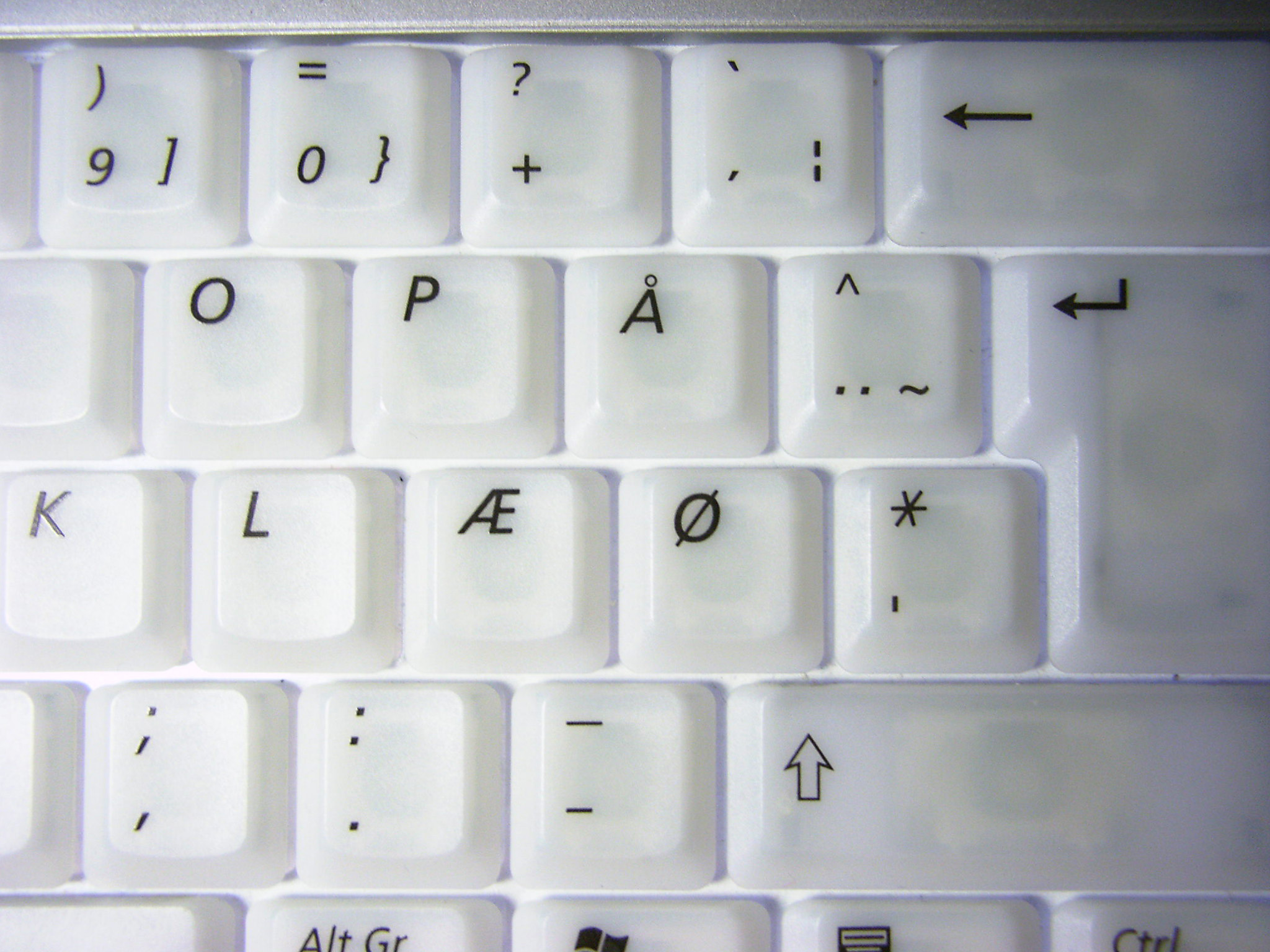
Um teclado dinamarquês exibindo as teclas Æ, Ø e Å.

Em codificação (X)HTML, exigida nos casos onde a letra não está disponível pela codificação ordinária, os códigos são &Aring; e &aring;; ou &#xC5; e &#xE5;, as quais também podem ser usadas em qualquer aplicação XML (quando a letra não está imediatamente disponível no conjunto de caracteres utilizado).
Em um sistema X window com a tecla Compose habilitada, tecle Compose e aa ou Compose e a*.
Para digitar "å" com um layout de teclado brasileiro no Microsoft Windows, segure a tecla Alt e digite 0229 ou 134 no teclado numérico, ou 0197 ou 143 para obter um "Å".
Para digitar "Å" num computador Apple usando um teclado com layout norte-americano, segure a tecla Option e a tecla Shift simultaneamente e digite a tecla A. Para digitar "å" neste mesmo computador, segure a tecla Option e digite a letra A.

## Falso Å
A logomarca do time da Major League Baseball agora conhecido como Los Angeles Angels of Anaheim é um A maiúsculo com uma auréola. Devido a esta semelhança, muitos fãs dos Angels frequentemente escrevem o nome como "Ångels". Este uso é semelhante ao do diacrítico heavy metal. Ocasionalmente eles usam "Å" e "å" em outras palavras, tais como "Ånåheim", "chåmpionship" e "rålly monkey".
A logomarca da série de TV Stargate parece-se com "STARGÅTE".